# Wang Yang (Eishockeyspieler)
Wang Yang (chinesisch 王洋, Pinyin Wáng Yáng; * 16. Dezember 1982) ist ein ehemaliger chinesischer Eishockeyspieler, der mit der Mannschaft aus Harbin in der Asia League Ice Hockey und in der chinesischen Liga spielte.

## Karriere
Wang Yang begann seine Karriere in der Mannschaft aus Harbin, mit der er 2002 und 2003 chinesischer Landesmeister wurde. Ab 2004 spielte er mit der Mannschaft, die sich in der Saison 2006/07 Hosa Ice Hockey Team nannte, in der Asia League Ice Hockey. Nachdem sich das Team 2007 mit der Mannschaft Changchun Fu'ao zusammenschloss, spielte er erneut für die Amateurmannschaft aus Harbin, wo er 2008 seine Karriere beendete.

### International
Im Juniorenbereich spielte Wang für China bei der U18-Weltmeisterschaft der Asien-Ozeanien-Division 1 2000. Mit der chinesische Herren-Auswahl nahm er an der Weltmeisterschaft 2008 in der Division II teil.

## Erfolge und Auszeichnungen
- 2002 Chinesischer Meister mit der Mannschaft aus Harbin
- 2003 Chinesischer Meister mit der Mannschaft aus Harbin

## Asia-League-Statistik
(Stand: Ende der Saison 2006/07)